# Noël van Klaveren
Noël van Klaveren (Alphen aan den Rijn, 27 novembre 1995) è una ginnasta olandese, vice campionessa al volteggio ai Campionati europei di ginnastica artistica di Mosca nel 2013 insieme alla rumena Larisa Iordache.